# Eleonora Ciabocco
Eleonora Ciabocco (Macerata, 4 maart 2004) is een Italiaans wielrenster die in 2023 en 2024 uitkwam voor Team dsm-firmenich PostNL, dat in 2025 verderging als Team Picnic PostNL.
Ze won in zowel 2021 als 2022 het Italiaans kampioenschap op de weg bij de junioren. In diezelfde jaren won ze zilver bij het Europees kampioenschap voor junioren.

## Palmares
2021
 Italiaans kampioene op de weg, Junioren
 Europees kampioenschap, Junioren
2022
 Italiaans kampioene op de weg, Junioren
 Europees kampioenschap, Junioren
2025
Jongerenklassement Tour Down Under
Jongerenklassement Wielerweek van Valencia

### Uitslagen in voornaamste wedstrijden
| Jaar | Ronde van Italië | Ronde van Frankrijk | Ronde van Spanje |
| ---- | ---------------- | ------------------- | ---------------- |
| 2023 | 79e              |                     |                  |
| 2024 | opgave           |                     | 44e              |
| 2025 | 26e              |                     | 17e              |

| Jaar | Ronde van Vlaanderen | Amstel Gold Race | Trofeo Alfredo Binda | Brabantse Pijl | Waalse Pijl |
| ---- | -------------------- | ---------------- | -------------------- | -------------- | ----------- |
| 2023 |                      |                  | 49e                  | 66e            | 32e         |
| 2024 | 38e                  | 55e              | 39e                  | 7e             | 57e         |
| 2025 |                      |                  |                      |                |             |

### Resultaten in overige rondes
| Jaar | Tour Down Under | Wielerweek van Valencia | Ronde van het Baskenland | Ronde van Zwitserland | Ronde van Romandië |
| ---- | --------------- | ----------------------- | ------------------------ | --------------------- | ------------------ |
| 2023 |                 | 49e                     |                          | 52e                   | 73e                |
| 2024 | 58e             |                         | 48e                      | 36e                   | 45e                |
| 2025 | 16e             |                         |                          |                       |                    |

## Ploegen
- 2023 -  Team DSM-Firmenich
- 2024 -  Team dsm-firmenich PostNL
- 2025 -  Team Picnic PostNL

Barale · Ciabocco · Curinier · Georgi · Hengeveld · Jastrab · Koch · Kool · Labous · van der Meiden · Peperkamp · Plouffe · Rayer · Storrie · Uijen · Vinke
Bader (vanaf 16/7) · Barale · Barbieri · Ciabocco · Georgi · Hengeveld · Jastrab · Koch · Kool · Labous · van der Meiden (tot 30/7) · Nelson · Peperkamp · Plouffe · Rayer · Smith · Storrie · Uijen · Vinke
Bader · Barale · Barbieri · Cavalli · Ciabocco · Georgi · Heremans · Jastrab · Koch · Kool · Londoño · Nelson · Peperkamp · Roldan · Smith · Storrie · Uijen · Vinke